# Simyra leucaspis
Simyra leucaspis là một loài bướm đêm trong họ Noctuidae.